# Mīrahjīn
Mīrahjīn (persiska: ميرَهجين, ميراجين) är en ort i Iran.   Den ligger i provinsen Ardabil, i den nordvästra delen av landet, 300 km nordväst om huvudstaden Teheran. Mīrahjīn ligger 2 063 meter över havet och antalet invånare är 176.
Terrängen runt Mīrahjīn är kuperad åt nordväst, men åt sydost är den bergig.Runt Mīrahjīn är det ganska glesbefolkat, med 38 invånare per kvadratkilometer. Närmaste större samhälle är Hashatjīn, 15,3 km väster om Mīrahjīn. Trakten runt Mīrahjīn består i huvudsak av gräsmarker.